# Gorice (żupania brodzko-posawska)
Gorice – wieś w Chorwacji, w żupanii brodzko-posawskiej, w gminie Dragalić. W 2011 roku liczyła 175 mieszkańców.